# The Assassin
The Assassin (xinès simplificat: 刺客聶隱娘, pinyin: Cìkè Niè Yǐnniáng, literalment 'L'assassí Niè Yǐnniáng') és una pel·lícula wuxia de 2015 dirigida pel taiwanès Hou Hsiao-hsien. Es tracta d'una coproducció internacional taiwanesa-xinesa-honkonguesa, formà part de la selecció oficial a la secció principal de competició al 68è Festival Internacional de Cinema de Canes. A Cannes, Hou va guanyar el premi al millor director. Fou estrenada a la Xina i a Hong Kong el 27 d'agost, i un dia més tard a Taiwan el 28 d'agost de 2015. Fou seleccionada per representar Taiwan a l'Oscar a la millor pel·lícula de parla no anglesa als Premis Oscar de 2015, però no va ser nominada. La revista internacional de cinema Sight & Sound la va considerar com la millor pel·lícula de 2015. S'ha doblat i subtitulat al català.

## Argument
La pel·lícula es basa lliurement en la història d'arts marcials de finals del segle VII "Nie Yinniang" de Pei Xing, un text bàsic de l'espasa xinesa i la ficció wuxia.
La pel·lícula està ambientada a la Xina del segle VII durant els últims anys de la dinastia Tang. La pel·lícula se centra en Nie Yinniang (interpretada per Shu Qi), una assassina a qui la seva mestra, Jiaxin, una monja que la va criar des dels deu anys, l'encarrega de matar funcionaris corruptes del govern. Quan Yinniang mostra pietat perquè no ha matat durant les seves funcions, Jiaxin la castiga amb una tasca despietada dissenyada per posar a prova la determinació de Yinniang: l'envien a la llunyana província/circuit de Weibo al nord de la Xina per matar el seu governador militar, el seu cosí Tian Ji'an. Finalment, Yinniang conclou que matar en Tian mentre els seus fills són joves submergiria Weibo en el caos i, en canvi, el protegeix en el viatge on se suposa que havia de matar-lo. La pel·lícula conclou amb Yinniang deixant enrere les restriccions de Jiaxin i l'alta política de Weibo, en lloc d'unir-se a un jove polidor de miralls en un viatge com el seu guardià.

## Repartiment
- Shu Qi com Nie Yinniang (聶隱娘),[16] l'assassina epònima
- Chang Chen com Tian Ji'an (田季安), cosí de Nie Yinniang, antigament promès amb ella, i governador militar (Jiedushi), governant Weibo. Circuit.
- Zhou Yun com la dama Tian, esposa de Tian Ji'an (田元氏/精精兒).
- Satoshi Tsumabuki com el pulidor de miralls (磨鏡少年)
- Ethan Juan com Xia Jing (夏靖), guardaespatlles de Tian Ji'an
- Hsieh Hsin-Ying com Huji (瑚姬), concubina i ballarina de Tian Ji'an
- Ni Dahong com Nie Feng (聶鋒), pare de Nie Yinniang i rector de Tian Ji'an
- Yong Mei com Lady Nie Tian (聶田氏), mare de Nie Yinniang
- Fang-Yi Sheu com la princesa Jiacheng i la seva germana bessona, la princesa Jiaxin convertida en monja taoista (嘉誠公主/道姑/嘉信公主)
- Lei Zhenyu com Tian Xing (田興)
- Jacques Picoux com Kong Kong (空空兒)

## Producció
"Fa sis o set anys que no he rodat cap pel·lícula. És realment un món completament nou per mi perquè ara el mercat és molt gran, a causa de la Xina. Així que l'escala és molt més gran, i això fa que cada detall sigui diferent, així que ara fins i tot he d'ajustar la meva escala." 
La pel·lícula va rebre diverses subvencions del govern taiwanès: el 2005 de 15 milions NT$ (501.000 dòlar dels Estats Units), el 2008 de 80 milions NT$ (2,67 milions de dòlars EUA) i el 2010 de 20 milions de dòlars NT (668.000 dòlars EUA). Tanmateix, durant la producció, Hou va trobar diversos problemes pressupostaris; per tant, més de la meitat del pressupost final de la pel·lícula prové de la Xina, una novetat per a Hou. El setembre de 2012, el seu pressupost era de 90 milions CN¥ (14,9 milions de dòlars EUA).
La pel·lícula es va rodar a diversos llocs de la Xina, principalment a la província de Hubei, Mongòlia Interior i el nord-est de la Xina. Hou va recordar que es va "impressionar" quan va veure "aquells boscos i llacs de bedolls platejats: va ser com ser transportat a una pintura clàssica xinesa".

## Estrena
La primera conferència de premsa de Ci ke Nie Yin Niang des de la seva estrena a Canes es va celebrar a Xangai el 16 de juny de 2015, on Hou i el repartiment de la pel·lícula van parlar de la seva experiència a Canes i de les seves pròximes activitats promocionals per a la pel·lícula.
La pel·lícula es va estrenar a Beijing el 23 d'agost de 2015, abans de la seva estrena a escala nacional el 27 d'agost de 2015. Per la seva estrena als Estats Units, els drets de distribució de la pel·lícula van ser adquirits per la companyia de distribució independent Well Go USA Entertainment l'11 de maig de 2015, i la pel·lícula es va estrenar el 16 d'octubre de 2015.

### Mitjans domèstics
La pel·lícula es va estrenar en Blu-ray i DVD a Hong Kong el 20 de desembre de 2015. El llançament estatunidenc va ser el 26 de gener de 2016 i incloïa quatre filmacions entre bastidors sobre la pel·lícula.

## Recepció

### Taquilla
La pel·lícula va guanyar CN¥61,385 million a les taquilles xineses. La taquilla mundial arribà al voltant dels 12 milions de dòlars dels Estats Units.

### Resposta crítica

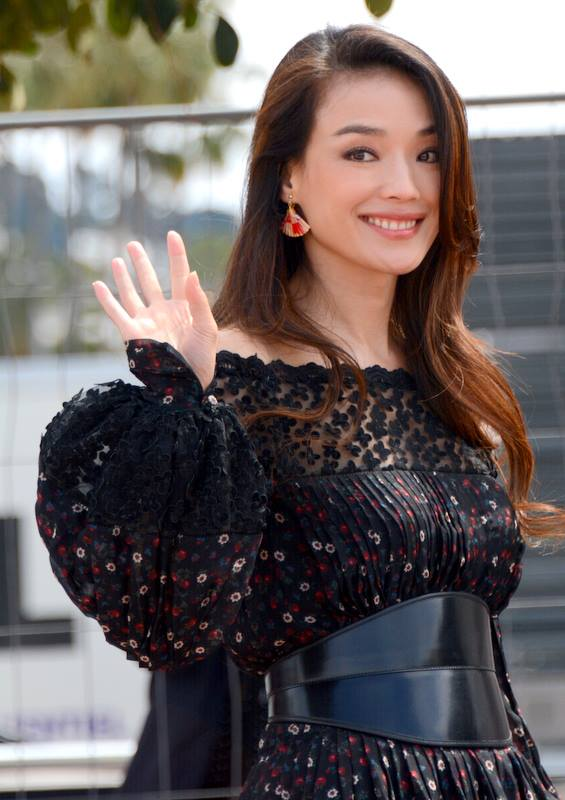
Shu Qi promocionant la pel·lícula al Festival de Cannes 2015

The Assassin va ser aclamat per la crítica. Al lloc web de l'agregador de ressenyes Rotten Tomatoes, la pel·lícula té una puntuació del 80% "valoració fresca certificada", basada en 102 ressenyes, amb una valoració mitjana de 7,5/10. El consens del lloc afirma: "Les emocionants imatges visuals de The Assassin marquen un nou moment destacat per al director Hsiao-hsien Hou, fins i tot si el seu ritme glacial pot mantenir alguns espectadors a distància." Metacritic informa d'una puntuació de 80 sobre 100, basada en 28 crítiques, que indica "crítiques generalment favorables". La revista Sight & Sound va classificar The Assassin com la millor pel·lícula del 2015 segons una enquesta de 168 crítics d'arreu del món. La Online Film Critics Society va anomenar la pel·lícula com la millor pel·lícula en llengua estrangera del 2015. També va ocupar el lloc 50 en una enquesta de BBC del 2016 sobre les millors pel·lícules del segle xxi.
La cocap de crítica de cinema del New York Times Manohla Dargis va qualificar la pel·lícula d'"increïblement encantadora" a Canes, i va descriure que "havia mantingut el públic de dimecres a la nit en un silenci exaltat fins als crèdits de tancament, quan els aplaudiments atronadors i els bravos tronants van escombrar l'auditori com una onada". El cap de crítica cinematogràfica de Variety Justin Chang elogia molt la pel·lícula, dient "La gran profunditat del seu art formal situa The Assassin en un regne força més enrarit... Hou entén implícitament el poder expressiu de la quietud i la reserva, les maneres en què el silenci pot generar tensió i augmentar l'interès. Sobretot, no perd mai de vista el fet que els cossos que mou tan fluidament i intuïtivament a través de l'espai són humans, i ho continuen fins i tot en la mort. ... Hou Hsiao-hsien demostra que no sols és el creador d'aquesta assassina, sinó que és un esperit afí inconfusiblement." A Film Business Asia, Derek Elley li va donar un 9 sobre 10, dient que "el primer wuxia de Hou Hsiao-hsien combina magistralment els aspectes de l'essència del gènere i el seu propi estil". Deborah Young de The Hollywood Reporter va dir: "Hou Hsiao-hsien aporta una visió pura i idiosincràtica al gènere de les arts marcials". Ignatiy Vishnevetsky de The A.V. Club descriu l'"enigmàtic i sovint fascinants" Assassin com "una de les pel·lícules més boniques de l'última dècada, i també una de les més desconcertants". Afirma: "L'estat d'ànim és clau aquí... [la pel·lícula està] tota silenciada i subsumida per una atmosfera poètica que és radical fins i tot per als estàndards de Hou... És una pel·lícula per la qual la majoria s'embriagarà, però pocs podran dir amb confiança que l'entenguin, que pot ser el punt, part i parcel·la de la seva concepció d'un món de gestos i valors tan absoluts que són gairebé incognoscibles."
John Esther de UR Chicago va donar a la pel·lícula una crítica més variada, dient que "la força real (i la tensió) de The Assassin és la posada en escena de Hou i el director de fotografia Mark Lee Ping Bing (In the Mood for Love; Renoir)", però va criticar la brillant representació de l'entorn de la pel·lícula: "Els vestits, la gent, el bosc, l'art i els interiors són implacablement bonics. A part de la naturalesa humana, The Assassin suggereix que no hi havia res lleig per presenciar durant aquest període."
Sarah Cronin de la revista britànica Electric Sheep escriu "Els complexos de la història són desconcertants, el 'qui' i el 'per què' només es revelen obliquament mentre la pel·lícula s'allarga. Però en lloc de prestar s The Assassin un aire d'intriga, aquests misteris semblen obtusament inútils i frustrants, amb el simbolisme més potent que queda per ser burlat d'un tros de jade trencat, mentre que no es fa prou per donar vida als personatges, per fer-los sencers. Hou Hsiao-hsien evita deliberadament oferir al seu públic qualsevol dels plaers de wuxia, però la seva visió del gènere ofereix poc i sembla una ombra pàl·lida de Ashes of Time del seu company Wong Kar Wai. Té un aspecte magnífic, però la seva bellesa té poca profunditat. The Assassin, malauradament, és més natura morta que cinema."

### Premis
| Premi/Cerimònia                                      | Categoria                                            | Nom                                     | Resultat  |
| ---------------------------------------------------- | ---------------------------------------------------- | --------------------------------------- | --------- |
| Australian Film Critics Association                  | Millor pel·lícula internacional (llengua estrangera) | The Assassin                            | Nominat   |
| 68è Festival Internacional de Cinema de Canes        | Millor director                                      | Hou Hsiao-hsien                         | Guanyador |
| 68è Festival Internacional de Cinema de Canes        | Premi Cannes Soundtrack                              | Lim Giong                               | Guanyador |
| 2015 Premis de Cinema Golden Horse                   | Millor pel·lícula                                    | The Assassin                            | Guanyador |
| 2015 Premis de Cinema Golden Horse                   | Millor director                                      | Hou Hsiao-hsien                         | Guanyador |
| 2015 Premis de Cinema Golden Horse                   | Millor actriu principal                              | Shu Qi                                  | Nominat   |
| 2015 Premis de Cinema Golden Horse                   | Millor fotografia                                    | Mark Lee Ping Bing                      | Guanyador |
| 2015 Premis de Cinema Golden Horse                   | Millor maquillatge i vestuari                        | Hwarng Wern-Ying                        | Guanyador |
| 2015 Premis de Cinema Golden Horse                   | Best Sound Effects                                   | Tu Duu-Chih, Chu Shih-Yi, Wu Shu-Yao    | Guanyador |
| 2015 Premis de Cinema Golden Horse                   | Millors efectes especials                            | Ah Cheng, Chu T’ien-wen, Hsieh Hai-Meng | Nominat   |
| 2015 Premis de Cinema Golden Horse                   | Millor direcció artística                            | Hwarng Wern-Ying                        | Nominat   |
| 2015 Premis de Cinema Golden Horse                   | Millor coreografia                                   | Liu Mingzhe                             | Nominat   |
| 2015 Premis de Cinema Golden Horse                   | Millor música original                               | Lim Giong                               | Nominat   |
| 2015 Premis de Cinema Golden Horse                   | Millor muntatge                                      | Liao Ching-Song                         | Nominat   |
| 20ns Premis Satellite                                | Millor pel·lícula                                    | The Assassin                            | Nominat   |
| 20ns Premis Satellite                                | Millor vestuari                                      | Wen-Ying Huang                          | Guanyador |
| 69ns Premis BAFTA                                    | Millor pel·lícula de parla no anglesa                | The Assassin                            | Nominat   |
| 27è Festival Internacional de Cinema de Palm Springs | Premi FIPRESCI a la millor pel·lícula estrangera     | The Assassin                            | Guanyador |
| 10ns Asian Film Awards                               | Millor pel·lícula                                    | The Assassin                            | Guanyador |
| 10ns Asian Film Awards                               | Millor director                                      | Hou Hsiao-hsien                         | Guanyador |
| 10ns Asian Film Awards                               | Millor actriu                                        | Shu Qi                                  | Guanyador |
| 10ns Asian Film Awards                               | Millor actriu secundària                             | Zhou Yun                                | Guanyador |
| 10ns Asian Film Awards                               | Millor fotografia                                    | Mark Lee Ping-bing                      | Guanyador |
| 10ns Asian Film Awards                               | Millor música original                               | Lim Giong                               | Guanyador |
| 10ns Asian Film Awards                               | Millor disseny de vestuari                           | Hwarng Wern-ying                        | Nominat   |
| 10ns Asian Film Awards                               | Millor disseny de producció                          | Hwarng Wern-ying                        | Guanyador |
| 10ns Asian Film Awards                               | Millor so                                            | Chu Shih-yi, Tu Duu-chih, Wu Shu-yao    | Guanyador |